# Wilhelm Geyer

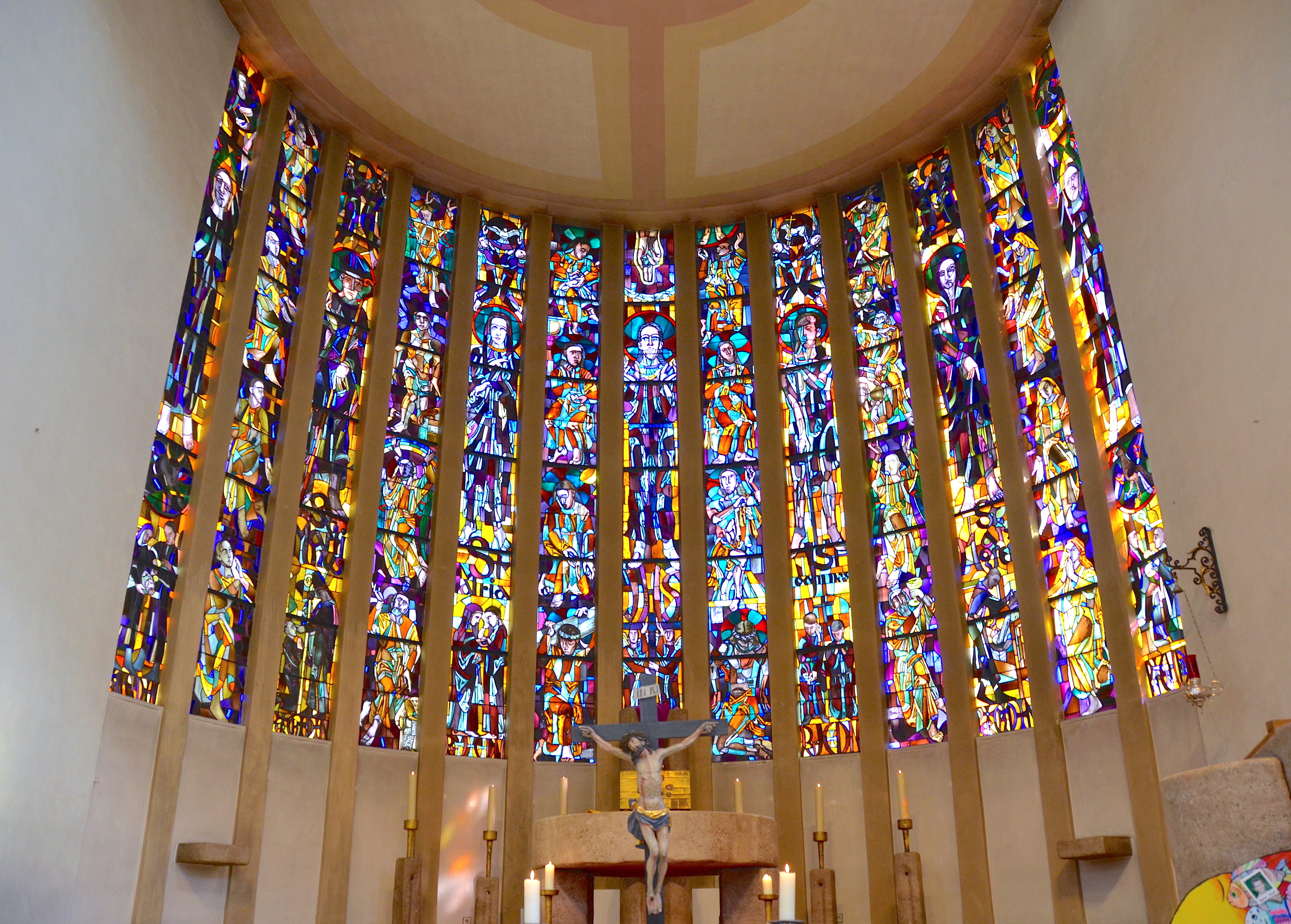
Die 13 Glasfenster der Apsis, St. Margareta in Margrethausen

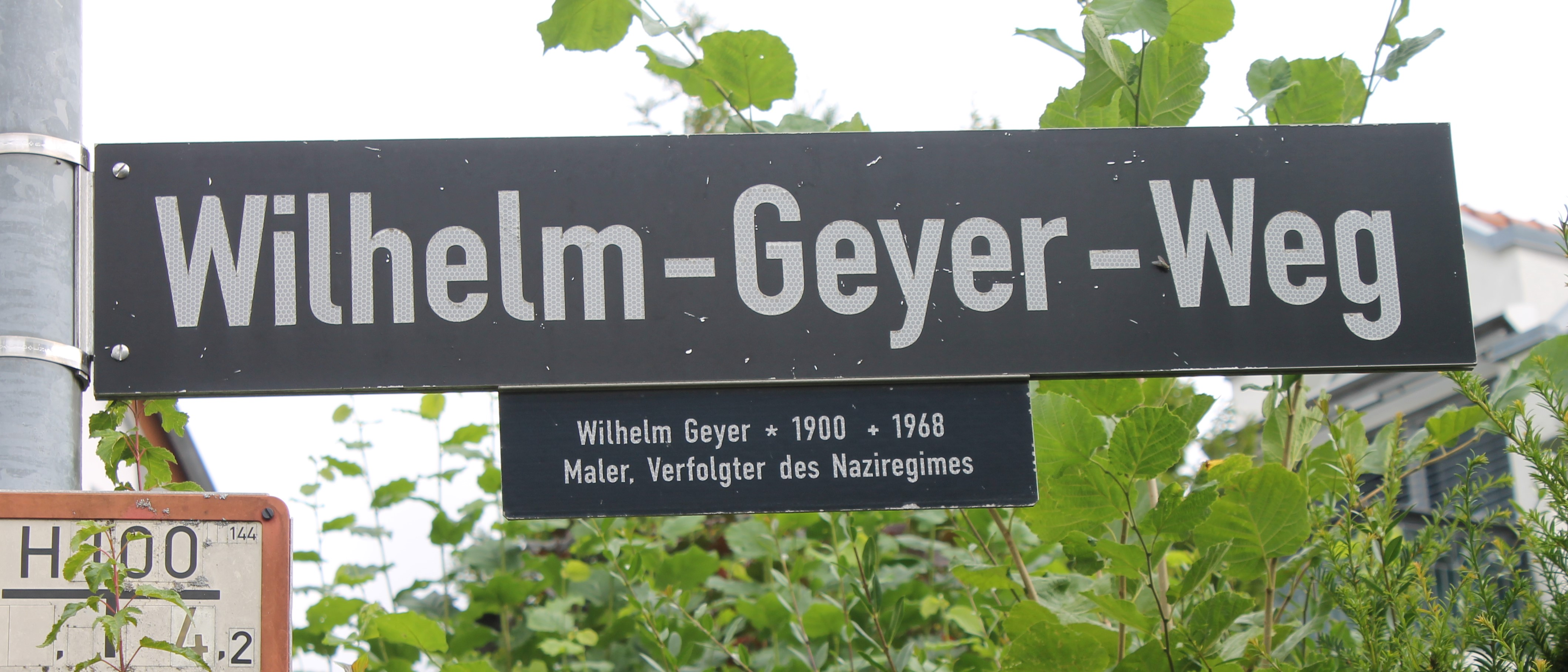
Straßenschild in Stuttgart-Riedenberg seit 1991

Wilhelm Geyer (* 24. Juni 1900 in Stuttgart; † 5. Oktober 1968 in Ulm) war ein deutscher Maler, Graphiker und Glasmaler. Er widmete sich vorrangig christlichen Themen.

## Leben
Wilhelm Adolf Geyer wurde als Sohn des Standesbeamten Wilhelm Geyer und dessen Frau Anna in Stuttgart geboren.
1919 bis 1926 studierte Wilhelm Geyer an der Kunstakademie Stuttgart. Er war Meisterschüler von Christian Landenberger. 1927 übersiedelte er nach Ulm. 1928 heiratete er Klara Maria Seyfried (1904–1998). Die beiden bekamen sechs Kinder, unter anderem Hermann Geyer.
1929 beteiligte sich Geyer an der Gründung der Künstlergruppe Stuttgarter Neue Sezession und übernahm deren Vorsitz. 1935 gestaltete er für St. Dionysius in Magolsheim seine ersten Glasfenster. Geyer stand in Verbindung zu den Geschwistern Scholl. Hans Scholl berichtet in einem Brief vom 1. Mai 1941 an seinen Bruder Werner: „Geyer arbeitet gegenwärtig hier an Kirchenfenstern. Ich besuche ihn öfters. Er arbeitet unglaublich viel.“ 1940 bis 1942 war Geyer Soldat und 1943 kam er wegen seiner Verbindung zum Kreis der Weißen Rose um die Geschwister Scholl in Gestapohaft. In seinem Prozess vor dem Sondergericht 2 beim Landgericht München wurde er am 13. Juli 1943 mangels Beweisen freigesprochen.
Er starb am 5. Oktober 1968 in Ulm und wurde auf dem Hauptfriedhof Ulm beigesetzt. Die Feierhalle hatte er einige Jahre zuvor künstlerisch mitgestaltet.

## Künstlerische Bedeutung

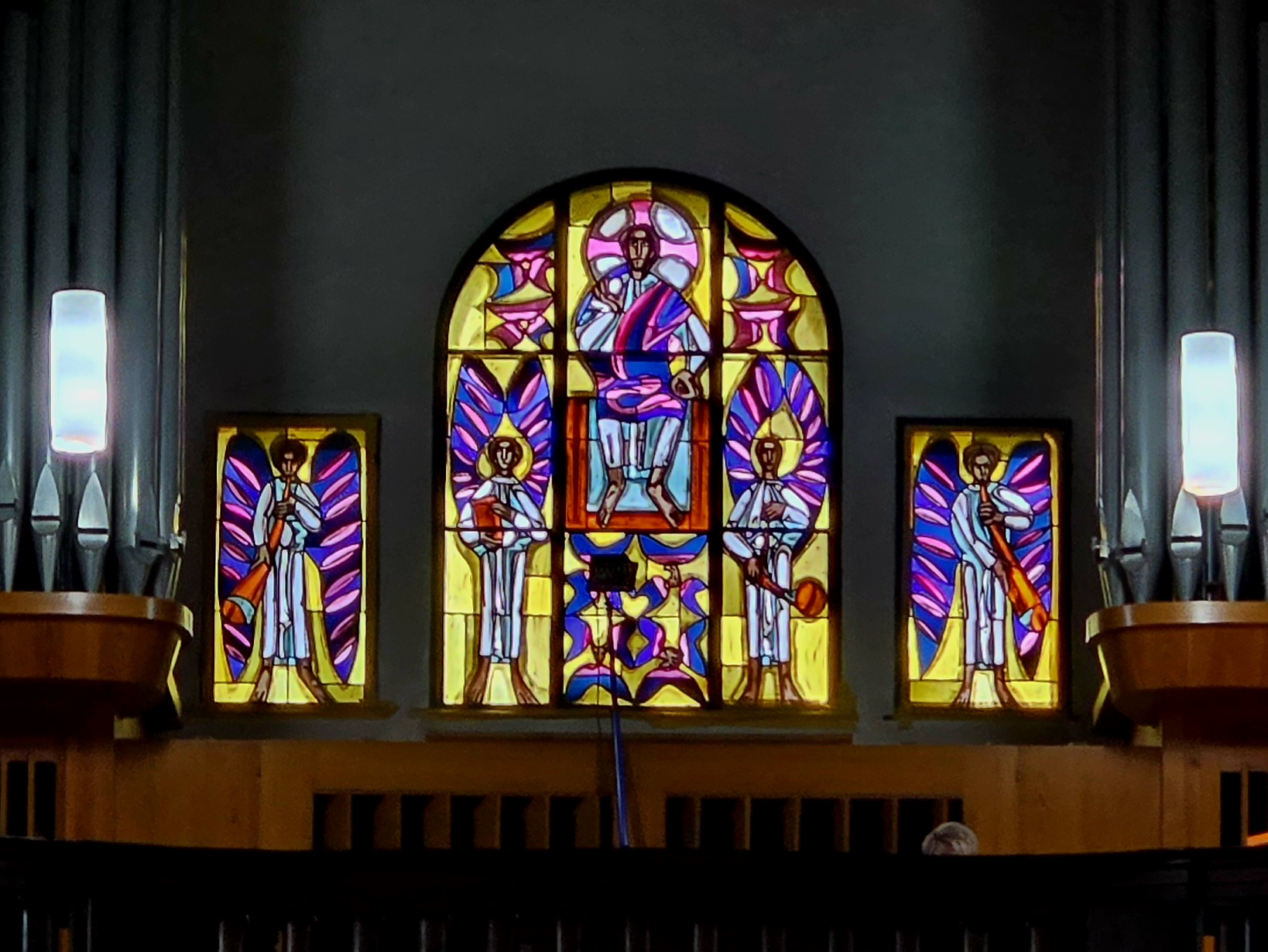
Orgelfenster, das Jüngste Gericht nach der Johannesapokalypse darstellend; Neu-St. Cyriak, Straßdorf

Der Ulmer Maler ist einer der bedeutendsten Vertreter der religiösen Kunst des 20. Jahrhunderts. Schon in den 1920er Jahren fand Wilhelm Geyer mit seinen großen Altarbildern und Graphiken mit religiöser Thematik große Anerkennung. Bekannt wurde er vor allem durch seine Bleiglasfenster, die er für nahezu 200 sakrale Gebäude entwarf, unter anderem für den Kölner Dom und das Ulmer Münster.
Als wichtiger Künstler des Expressiven Realismus und der Verschollenen Generation wandte sich Wilhelm Geyer schon früh sowohl biblischen als auch christlichen Motiven zu. Bis zum Ende des Zweiten Weltkriegs überwogen Zeichnungen mit religiöser Thematik. 1937 wurden in der Nazi-Aktion „Entartete Kunst“ Geyers Arbeiten aus der Württembergischen Staatsgalerie Stuttgart und dem Stadtmuseum Ulm beschlagnahmt und zumeist vernichtet.
Geyer setzte sich nach 1945 für die Wiedereröffnung der Stuttgarter Kunstakademie ein und war einer der Initiatoren der Beuroner Kunsttage. Er setzte sich 1945 für die Gründung der Gesellschaft Oberschwaben ein und war 1947 Mitbegründer der Oberschwäbischen Sezession (später SOB genannt).
Er engagierte sich nach 1946 auch in Ulm, wo er als Dozent an der von Inge Aicher-Scholl gegründeten Ulmer Volkshochschule (vh ulm) mitwirkte. Schließlich war er Mitglied der sogenannten Freien Gruppe im Württembergischen Kunstverein in Stuttgart.
Wilhelm Geyer engagierte sich auch international: Er gehörte zum Vorstand der Deutschen Gesellschaft für Christliche Kunst in München und zur Société internationale des Artistes Chrétiens. Für sein Engagement wurde Geyer mehrfach ausgezeichnet.
Wilhelm Geyer war ein Mitglied des Deutschen Künstlerbundes.

## Ehrungen
- 1954: Oberschwäbischer Kunstpreis[4]
- 1957: Goldmedaille der internationalen Biennale für christliche Kunst
- 1960: Professorentitel der Regierung von Baden-Württemberg

## Werke (Auswahl)

### Wandbilder und Glasfenster
- 1929: Auftrag für die Wandbilder in der Suso-Kirche in Ulm (1944 zerstört)
- 1934: Kreuzweg-Sgraffitos für die Suso-Kirche, Ulm (1944 zerstört)
- 1935: Glasfenster für St. Dionysius in Magolsheim
- 1941: Glasfenster für St. Erasmus in Wernau (Neckar) (beauftragt von Ernst Hofmann)
- 1942: Glasfenster für St. Margaretha in Margrethausen
- 1946: Wandmalereien in der Kirche Mariä Heimsuchung in Blaubeuren
- 1947: Glasfenster in der Apsis für St. Cyriakus in Schwäbisch Gmünd-Bettringen mit dem Titel Christus im Glänze seiner Heiligen
- 1949: Glasfenster für den Dom St. Viktor in Xanten
- 1949: Glasfenster für die Wehrkirche St. Peter und Paul in Dietingen (Pfingstfenster)
- 1951–1952: Gestaltung der Glasfenster im Chor der Pfarrkirche zum Heiligen Bernhard in Heubach
- 1952–1967: Glasfenster für das Heilig-Kreuz-Münster in Schwäbisch Gmünd
- 1953: Kreuzweg für St. Michael zu den Wengen in Ulm
- 1953: Glasfenster für das Ulmer Münster: Brautfenster
- 1953: Glasfenster für die Lindenkapelle in Neuhausen auf den Fildern
- 1954: Glasfenster für die Liebfrauenkirche in Frankfurt am Main.
- 1954–1958: Glasfenster und Fresken in der Herz Jesu-Kirche in Stuttgart-Gaisburg
- 1955: Glasfenster für St. Aurelius in Hirsau
- 1956: Glasfenster in der Marienkapelle des Kölner Doms: Piusfenster (den vier letzten Pius-Päpsten gewidmet)
- 1956: 12 Fenster für die Spitzbogenfenster unter den Emporen der Petruskirche (Neu-Ulm), die sog. „Apostelfenster“; diese wurden 1970 als zwei Sechsergruppen und ohne die Spitzbögen über die Eingangstüren der Vorhalle umgesetzt.[5]
- 1957: Glasfenster für die Stadtpfarrkirche St. Nikolaus in Veringenstadt
- 1959: Glasfenster für die katholische Heilig-Geist-Kirche auf dem Kuhberg in Ulm
- 1959: Glasfensterzyklus in der katholischen Liebfrauenkirche in Ravensburg, unter anderem zu den Themen Taufe, Ehe, Buße
- 1959: Glasfenster in Chor und Vorraum der Michaelskirche auf dem Michaelsberg bei Cleebronn
- 1959: Glasfenster in der St. Blasiuskapelle im Kohlenbachtal in Waldkirch-Kollnau
- 1960: Drei Glasfenster mit 42 Darstellungen im Chor der Heilig-Kreuz-Kirche in München-Giesing. Bei der Renovierung 2011–2015 wurden die Fenster ausgebaut und eingelagert, da sie nicht „mit der neugotischen Ausstattung und v. a. nicht mit dem davor aufragenden Gesprenge des Choraltars harmonierten“; sie wurden 2019 im Zuge von Restaurierungsmaßnahmen ersetzt durch neue Fenster.[6]
- 1961: Glasfenster für den Dom zu Unserer Lieben Frau in München
- 1961: Glasfenster für St. Paul, Esslingen am Neckar
- 1961–1964: Glasfenster für Sankt Johannes Evangelist (Tübingen)
- 1962: Glasfenster katholische Kirche St. Petrus und Paulus in Neuhausen auf den Fildern
- 1962: Altarwand in der katholischen Kirche Mariae Verkündigung in Böblingen aus farbigen Ziegeln
- 1964: Glasmalereien (siebenteiliger Marienzyklus und Orgelfenster, das Jüngste Gericht nach der Johannesapokalypse darstellend) in der katholischen Pfarrkirche St. Cyriakus in Schwäbisch Gmünd-Straßdorf
- 1965: Glasmalereien (Szenen der Heilsgeschichte) in der katholischen Pfarrkirche St. Jodok in Ravensburg

### Grafikfolgen
- Gösta Berling (als Mappe mit 38 Lithografien, 1924)
- Das Leiden Christi (als Mappe mit 20 Lithografien, 1930)
- Offenbarung (als Mappe mit vier Radierungen, um 1931)